# Narciso Garay
Narciso Garay Díaz (Ciudad de Panamá, 12 de junio de 1876-27 de marzo de 1953) fue un músico y diplomático panameño.

## Biografía
Fue hijo del pintor colombiano Epifanio Garay y Mercedes Díaz, hermano de la poetisa Nicole Garay. Junto a su familia viajó a París, donde ingresó a la escuela primaria en 1883. En 1885 regresó Panamá y posteriormente entró al colegio de Dionisio H. Araújo en Cartagena. Alternó sus estudios entre Panamá y Cartagena hasta que en 1895 se mudó a Bogotá para aprender música. Los periódicos locales le valieron buena crítica por lo que el Congreso de Colombia le otorgó una beca y se fue nuevamente a París, obteniendo reconocimiento del Conservatorio de París y prosiguiendo sus estudios en la Sorbona. Fue apodado "El Paganini colombiano". 
En 1903 regresó a Panamá, y luego de la separación de Colombia fue nombrado Director de la Escuela Nacional de Música y Declamación desde 1904 hasta 1916.
En 1916 fue nombrado Secretario de Relaciones Exteriores de Panamá pero renunció en 1918 por negarse a firmar el Decreto 80 que ocasionó la ocupación militar estadounidense. En 1920 asistió junto con Harmodio Arias a la primera asamblea de la Liga de las Naciones. En 1921, tras los sucesos de la Guerra de Coto, fue nombrado ministro de Relaciones Exteriores en Misión Especial en Washington, cargo que desempeñaría hasta 1924.
En 1923 representó a Panamá en la Quinta Conferencia Panamericana de Santiago de Chile, en 1925 participó en la quinta asamblea de la Liga de Naciones, siendo ministro plenipotenciario en Francia. Luego fue ministro plenipotenciario en Cuba y México entre 1926 y 1928, y delegado de Panamá ante el Congreso Bolivariano celebrado en 1926 en el mismo país. Posteriormente fue nombrado ministro plenipotenciario en Alemania desde 1929 hasta 1931, cuando fue nombrado rector del Instituto Nacional, pero poco después es nombrado enviado extraordinario y ministro plenipotenciario en Francia e Inglaterra, cargo que tendría hasta 1933.
Volvería al Instituto Nacional como profesor de lengua y literatura, además de ser conjuez de la Corte Suprema de Justicia de Panamá. En 1934 es nombrado ministro de Instrucción Pública, pero poco después es designado miembro de la Comisión Negociadora del Nuevo Tratado del Canal ante Estados Unidos, que se firmó en 1936 (conocido como Tratado Arias–Roosevelt). Luego es nombrado ministro de Relaciones Exteriores y de Comercio e Industrias hasta 1939. 
En 1940 fue nombrado enviado extraordinario y ministro plenipotenciario en Bogotá, en tanto que en 1944 asumió como embajador ante el  gobierno del Ecuador. Por último como embajador en Costa Rica, cargo que desempeñó hasta inicios de 1949.

## Obras
- La República de Panamá y el Canal de Panamá
- Tradiciones y cantares de Panamá
- La República de Panamá y la Liga de las Naciones
- Panamá y las guerras de los Estados Unidos